# Dženis Kozica
Dženis Kozica (sinh ngày 28 tháng 4 năm 1993) là một cầu thủ bóng đá người Thụy Điển thi đấu cho Djurgårdens IF.
Vào ngày 10 tháng 5 năm 2018 he played as Djurgarden beat Malmo FF 3-0 tại chung kết Cúp bóng đá Thụy Điển.

## Danh hiệu

### Câu lạc bộ
Djurgårdens IF
- Cúp bóng đá Thụy Điển: 2017–18